# Catedral de Santa María Asunta (Isquia)
La catedral de Santa María Asunta es catedral de la diócesis de Isquia (Italia), ubicada en la localidad de Ischia Ponte. 

## Historia

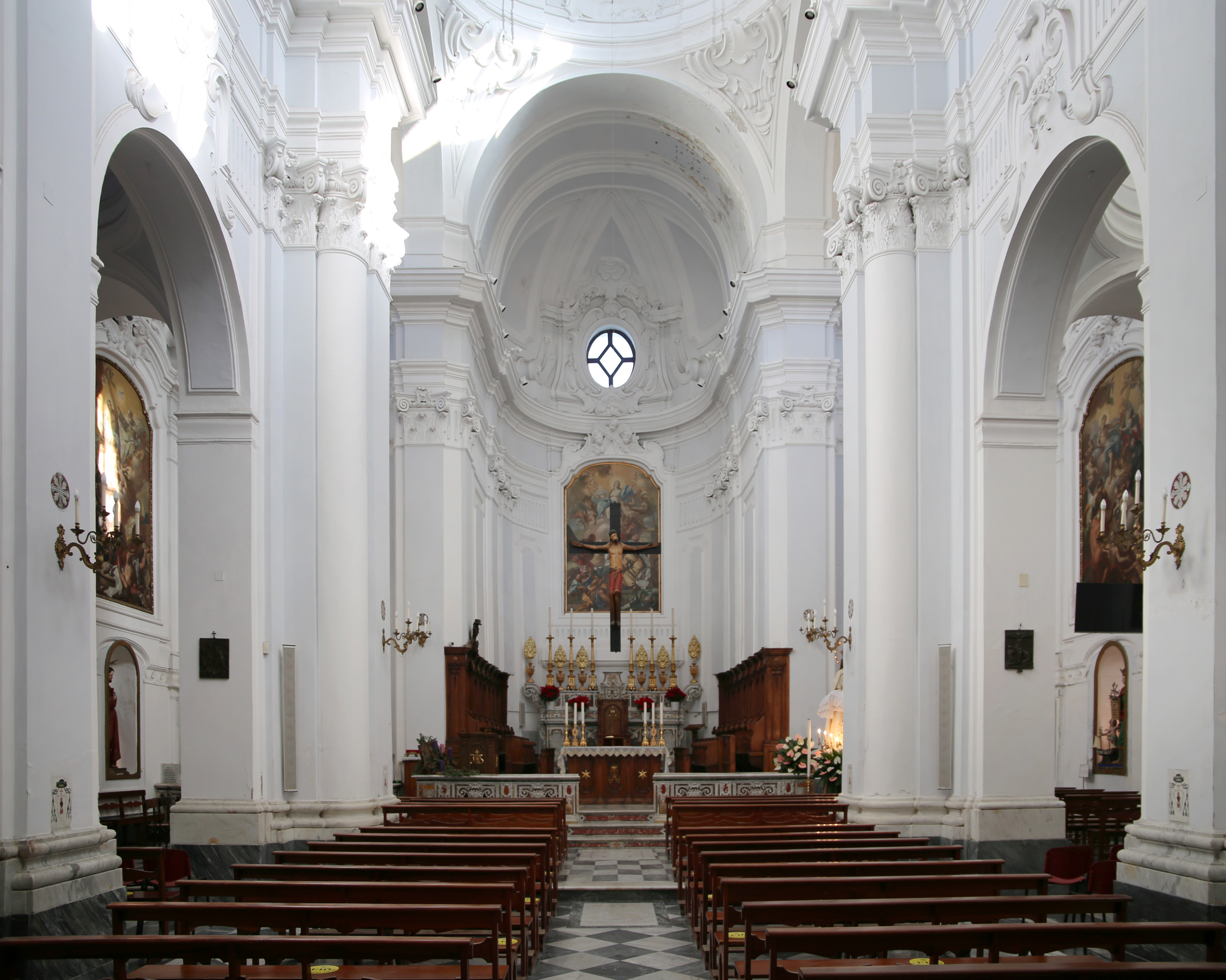
El interior

Estaba dedicada en un principio a Santa María della Scala. Fue reconstruida en 1388 por Pietro Cossa, hermano del antipapa Juan XXIII, en honor del difunto padre Giovanni, gobernador de Ischia y Procida. Un convento destinado a los padres agustinos, a quienes se encomendó la dirección de la estructura. Los mismos monjes reconstruyeron la iglesia, después de haber sido destruida casi en su totalidad, entre 1751 y 1752 En 1809 se convirtió también en catedral de la diócesis de Ischia, tomando entre otras cosas el nombre de Santa María Asunta: de hecho la antigua, situada en el interior del Castillo Aragonés, fue destruida durante el conflicto entre franceses e ingleses, bombardeada por estos últimos, que se habían posicionado cerca del cerro Soronzano; las numerosas obras de arte que se habían salvado fueron transportadas desde la antigua catedral. Ese mismo año, Joachim Murat suprimió todas las órdenes monásticas y los agustinos se vieron obligados a abandonar la isla: regresaron a Ischia poco después con la restauración de la dinastía borbónica.  A lo largo de los años, la iglesia ha sido objeto de obras de restauración, en particular la de 1912, cuando se rehizo el pavimento.

## Descripción

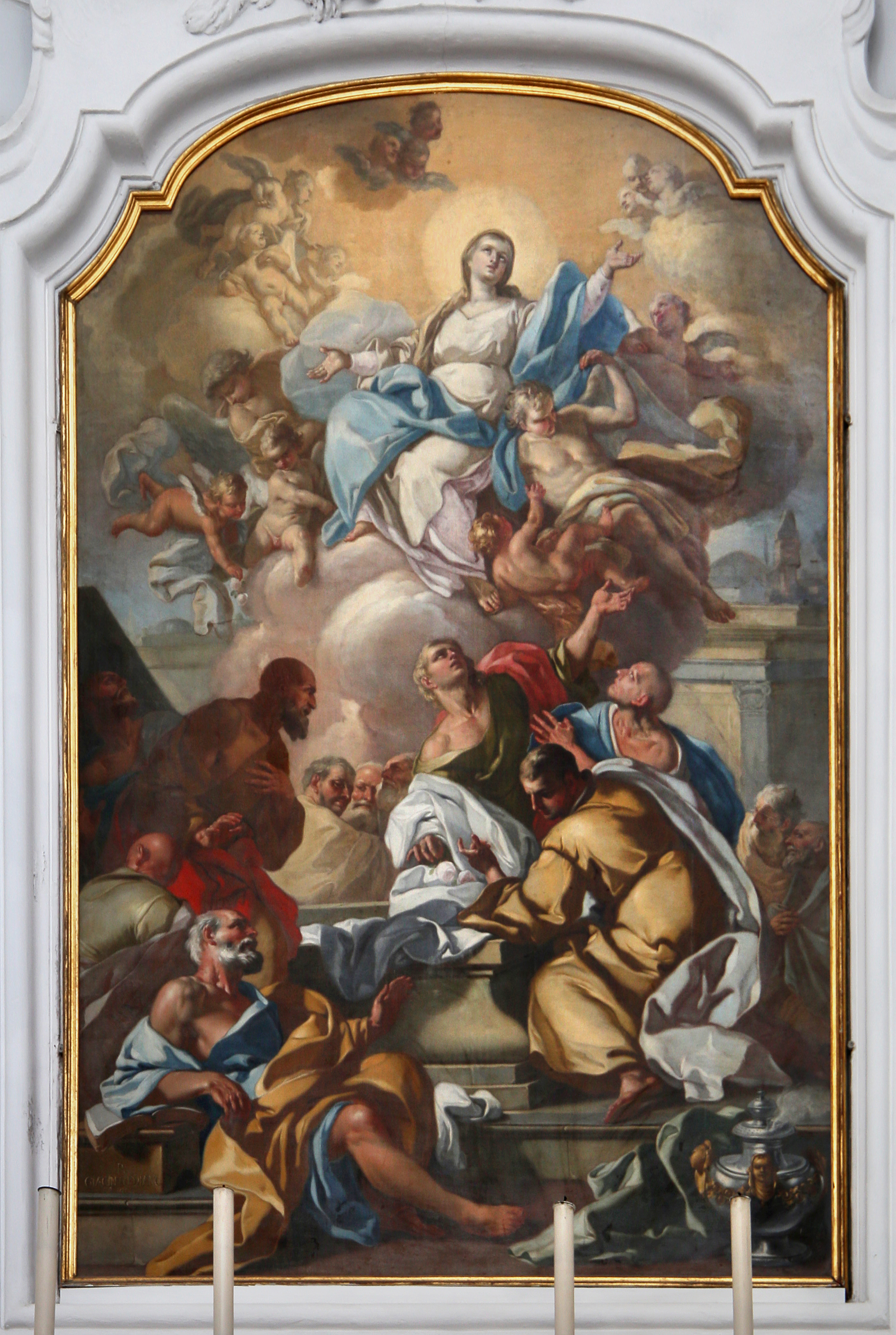
Lienzo del altar mayor que representa la Asunción, de Giacinto Diano

El acceso a la iglesia, protegido por una cancela de hierro forjado, se da por unas escaleras de mármol, situadas cerca de las tres entradas; la fachada, de estilo barroco, como el resto del conjunto, está dividida en dos por un entablamento: la parte inferior, decorada con pilastras de estuco, tiene tres portales de entrada, uno central de mayor tamaño, rematado por un mosaico que representa a la Virgen, y dos laterales de menor tamaño, mientras que la parte superior presenta un gran ventanal y decoraciones de estuco en el centro, rematando en una cruz de hierro. 
Internamente, la iglesia está pavimentada en mármol, regalo de Monseñor Mario Palladino, y dividida en tres naves, de las cuales una central más grande, separada del crucero por un arco triunfal en el que se encuentra un alto relieve de estuco que representa una mujer, que según la tradición representa a la esposa de Pietro Cossa, y dos laterales más pequeños, cada uno de los cuales alberga tres capillas; en la parte trasera de la iglesia, sostenido por dos columnas, se encuentra el coro con órgano, mientras que el techo está decorado de forma sencilla con estuco blanco y dorado, con representaciones de ángeles y querubines.  A lo largo de la nave izquierda se encuentra la capilla de la pila bautismal : está formada por tres cariátides, que representan la Mansedumbre, la Justicia y la Prudencia, procedentes del monumento funerario de Giovanni Cossa, salvado en 1610 por orden del arcipreste Raffaele Onorato, situado en la antigua catedral, que sostiene la pila bautismal ovalada, en la que fue bautizado San Juan José de la Cruz el 15 de agosto de 1654, decorada con querubines en relieve, y alrededor de cuatro columnas retorcidas decoradas con ranuras y ramas floridas, rematando con capiteles de diferentes dimensiones. La capilla se completa con un lienzo anónimo del siglo XVIII que representa a Santa Chiara da Montefalco y Santa Rita da Cascia. Le siguen la capilla con un lienzo de San Giuseppe, construida entre 1760 y 1762, obra de Alfonso Di Spigna, y un altar de mármol de 1834 encargado por el obispo Giuseppe D'Amante, y la capilla de San Giovan Giuseppe della Croce, con un lienzo de mediados del siglo XX de Lino Dinetto, que representa a la Virgen con San Juan José de la Cruz, y altar de mármol de 1833. A lo largo de la nave derecha se encuentra la capilla con un lienzo de San Tommaso da Villanova, atribuida a Giacinto Diano, y en la que se construyó la capilla episcopal en el año 2000, la capilla de la Inmaculada Concepción con un retablo del mismo nombre de un anónimo del siglo XVIII. artista del siglo y un altar en mármol de 1834, y la capilla con un lienzo de la Anunciación, también de Giacinto Diano, y un altar de mármol de 1833.

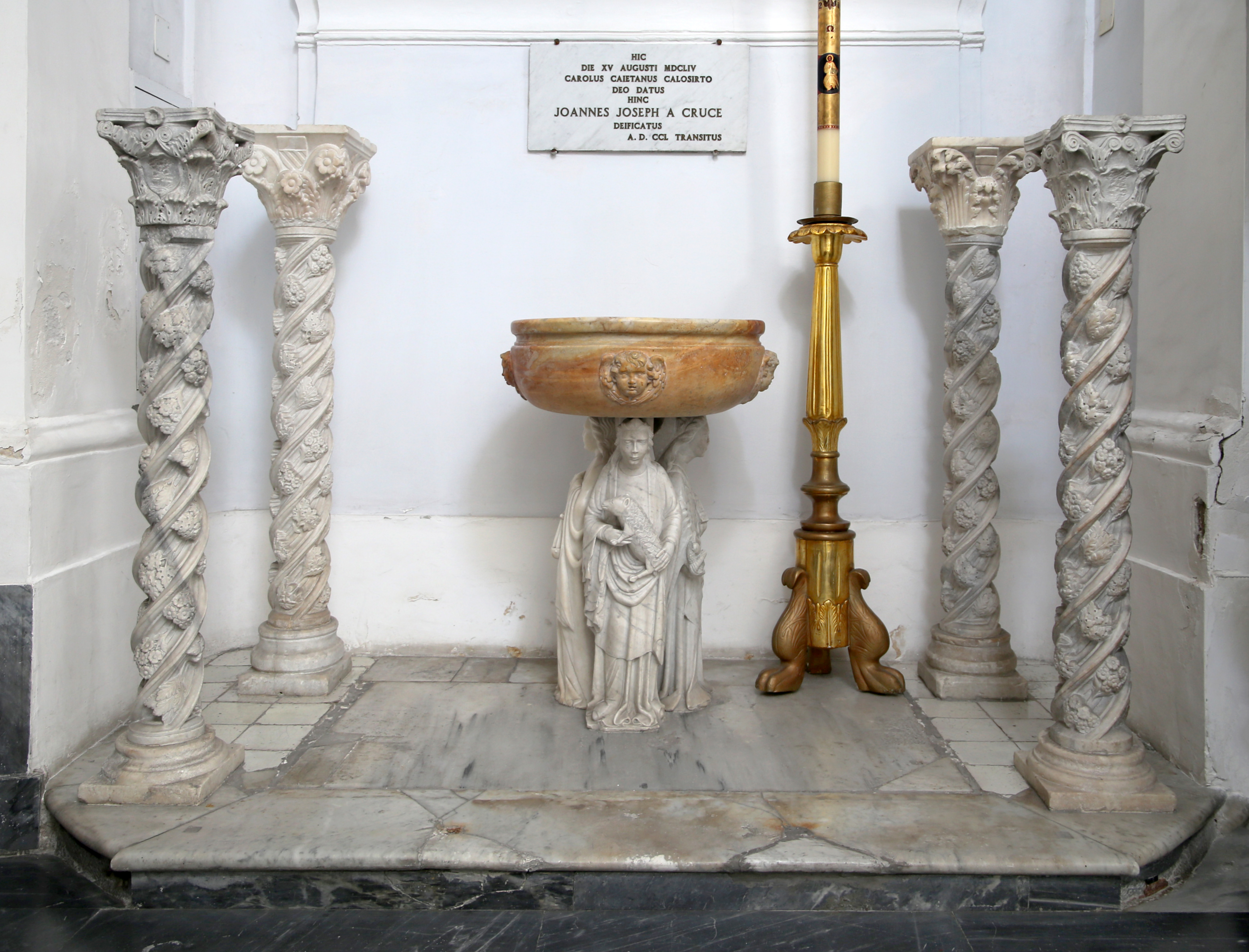
La pila bautismal

En la parte central del crucero se abre la cúpula, así como a sus lados hay dos más pequeñas, todas de forma elíptica. En el extremo izquierdo del crucero, además de la entrada a la sacristía, se encuentra un lienzo que representa a San Agostino, de Giacinto Diano, y una estatua del Sagrado Corazón de Jesús, mientras que en el muro delante de la nave hay un crucifijo de escuela catalana que data del siglo XIII. En el extremo derecho del crucero se encuentra el lienzo de San Nicola da Tolentino, también de Diano, y una estatua de Santa Restituta, mientras que en el muro frente a la nave se encuentra la capilla del Santísimo Sacramento, en cuyo interior se encuentra Conservaba un panel del siglo XIV que representaba a la Madonna della Libera, ante la cual se dice que Vittoria Colonna y Francesco Fernando d'Avalos rezaban a menudo. El altar mayor, construido entre 1746 y 1764, se sitúa en el ábside de la iglesia: está coronado por un lienzo que representa la Asunción, obra de Giacinto Diana, colocado en un marco de estuco; El ambiente lo completan cuatro relicarios y un coro de madera.
En la sacristía se encontraban diversas obras pictóricas de la antigua catedral como un panel de Dirk Hendricksz, que representa a San Jorge atravesando el dragón y un Santo Tomás orando, de artista desconocido y en el pasado atribuido erróneamente por monseñor Onorato Buonocose, de quien hay una ampliación, a Giovan Francesco Penni y una Crucifixión, en mármol, en arte gótico, todo hoy en el Museo Diocesano.
En el exterior destaca el campanario : construido en 1596 como torre de vigilancia, de planta cuadrada, y refugio de la población durante las incursiones sarracenas, asumió su función definitiva en 1613.

## Referencias

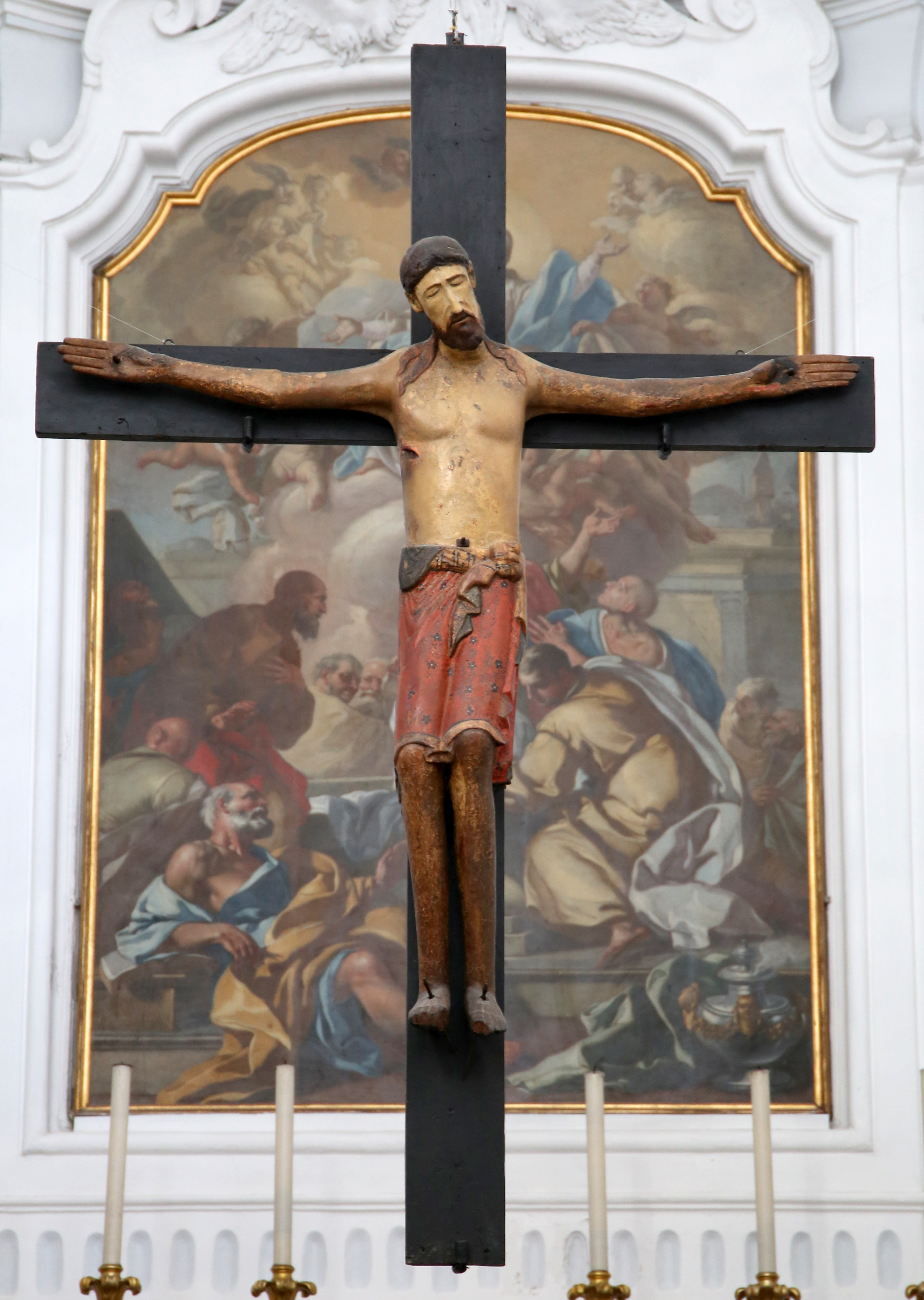
El crucifijo del siglo XIII